# Karl Franz von Lodron

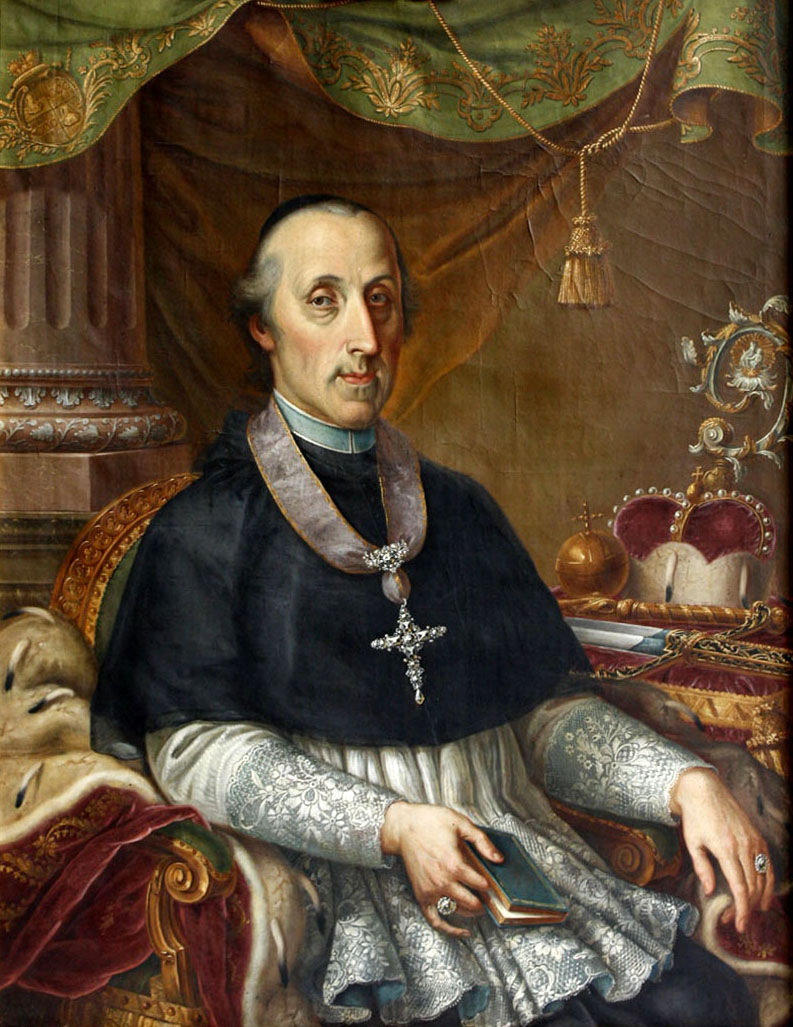
Fürstbischof Karl Franz von Lodron, 1797

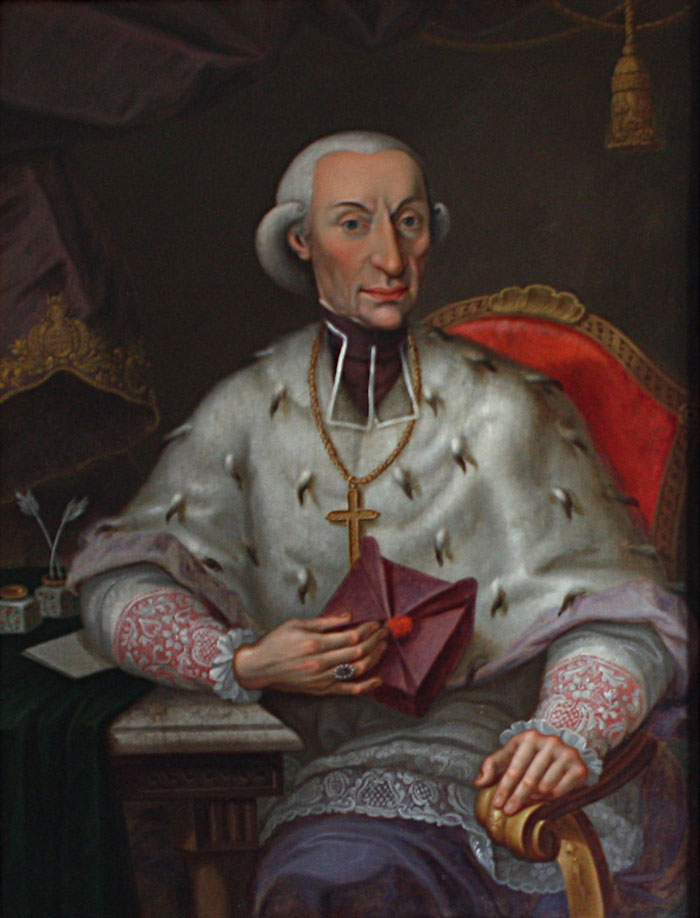
Fürstbischof Karl Franz von Lodron, um 1810

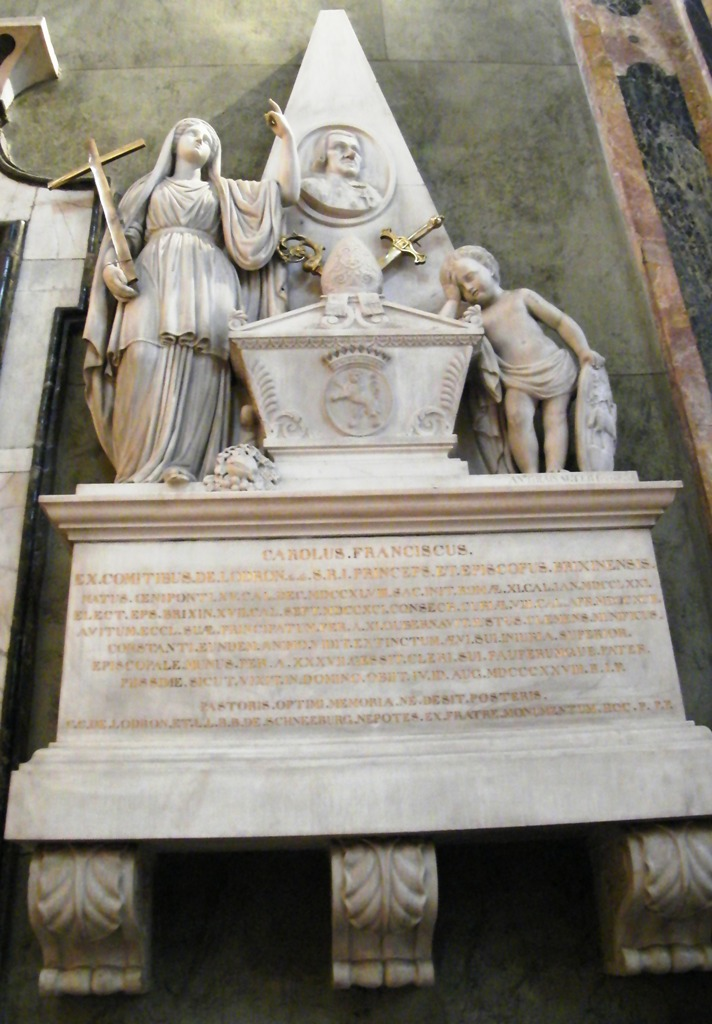
Grabdenkmal des Fürstbischofs im Dom zu Brixen

Karl Franz von Lodron (* 18. November 1748 in Innsbruck; † 10. August 1828 in Brixen) war Fürstbischof von Brixen.

## Leben
Der Bischof entstammte dem alten norditalienischen bzw. Tiroler Adelsgeschlecht der Grafen von Lodron, er war der Sohn von Joseph Nikolaus von Lodron und Maria Josepha Walburga geb. Gräfin Fugger von Kirchberg und Glött. Nach seinem Theologiestudium empfing er am 21. Dezember 1771 die Priesterweihe. Nach 20 Jahren kirchlichem Dienst ernannte man Karl Franz von Lodron am 16. August 1791 zum Bischof von Brixen; am 25. März 1792 empfing er vom Churer Bischof Dionys von Rost die Bischofsweihe. Als Oberhirte von Brixen war er gleichzeitig Fürstbischof, da er neben seiner kirchlichen Diözese auch ein weltliches Herrschaftsgebiet zu verwalten hatte.
Nach dem zweiten Koalitionskrieg, den Österreich gegen Frankreich verlor, war Kaiser Franz gezwungen, einen Friedensvertrag mit Frankreich zu schließen. Brixen war bereits seit 1797 von den Franzosen besetzt und Karl Franz von Lodron im Innsbrucker Exil.
Mit dem Abschluss des Friedensvertrages von Lunéville konnte Lodron wieder nach Brixen zurückkehren und führte sein Amt ab 9. Februar 1801 fort. Als Folge des Lunéviller Friedens wurde im Reichsdeputationshauptschluss von 1803 festgelegt, dass viele Bischöfe ihr weltliches Herrschaftsgebiet verlieren sollten. Dies traf auch auf den Bischof von Brixen zu, dessen weltliches Gebiet an Österreich kam (Säkularisation). Er und seine Nachfolger führten zwar weiterhin den Ehrentitel eines Fürstbischofs, waren im eigentlichen Sinne aber keine, da sie kein temporales Herrschaftsgebiet mehr besaßen. 
Karl Franz von Lodron war von nun an nur noch Bischof von Brixen und kümmerte sich als solcher mehr um das Religiöse und die Kunst. Vor allem durch die Errichtung und Renovierung zahlreicher Kirchen im Eisacktaler Raum machte sich Lodron einen Namen.
Seine besondere Leidenschaft galt Krippendarstellungen. Bedeutende Künstler wie Franz Xaver Nißl sowie Alois und Josef Benedikt Probst fertigten in seinem Auftrag in der Brixner Hofburg einen umfangreichen Weihnachts- und Fastenkrippenzyklus, mit Landschaftskulissen und geschnitzten Holzfiguren an. Die Ausstellung zeigt die Heilsgeschichte Jesu und gilt auch heute noch als eine der anschaulichsten und künstlerisch wertvollsten Krippendarstellungen der Welt.
Bischof Lodron förderte nach Kräften das Ansehen der Stadt Brixen; überdies war er sehr mildtätig. Hans Hochenegg schreibt 1971 in seinem Buch Der Adel im Leben Tirols, dass das gesamte Einkommen Lodrons armen Leuten, sowie bedürftigen Studenten und Künstlern zufloss; er sei „wohltätig bis zur eigenen Verarmung“ gewesen. So ermöglichten beispielsweise sein Stipendium Philipp Fallmerayer das Studium und die finanzielle Unterstützung von Christian Josef Tschuggmall dessen Aufstieg als Mechaniker und Erfinder.
Der Bruder des Bischofs, Franz Josef Graf Lodron-Laterano (1745–1791), war 1790–91 Landeshauptmann von Tirol.

## Legende
Um die Person Lodrons ranken sich zahlreiche Legenden. So soll es sich z. B. zugetragen haben, dass in der Nähe von Brixen, während seiner Flucht vor den Franzosen nach Innsbruck, ein Lamm den Bischofsring Lodrons verschluckte. Glück im Unglück, denn als einige französische Soldaten anrückten, war Karl Franz von Lodron nicht mehr als Fürstbischof zu identifizieren und er konnte unbemerkt fliehen. Bei seiner Rückkehr nach Brixen wurde er zu seiner Überraschung von einem Bauern zum Essen eingeladen. Dieser servierte ihm einen Lammbraten und überreichte ihm feierlich den Bischofsring, den sein Lamm verschluckt hatte. Wie die Legende erzählt, konnte von Lodron nur mit Hilfe des Ringes wieder Anspruch auf sein früheres Amt erheben.